# فتوای حرمت اهانت به مقدسات اهل‌سنت

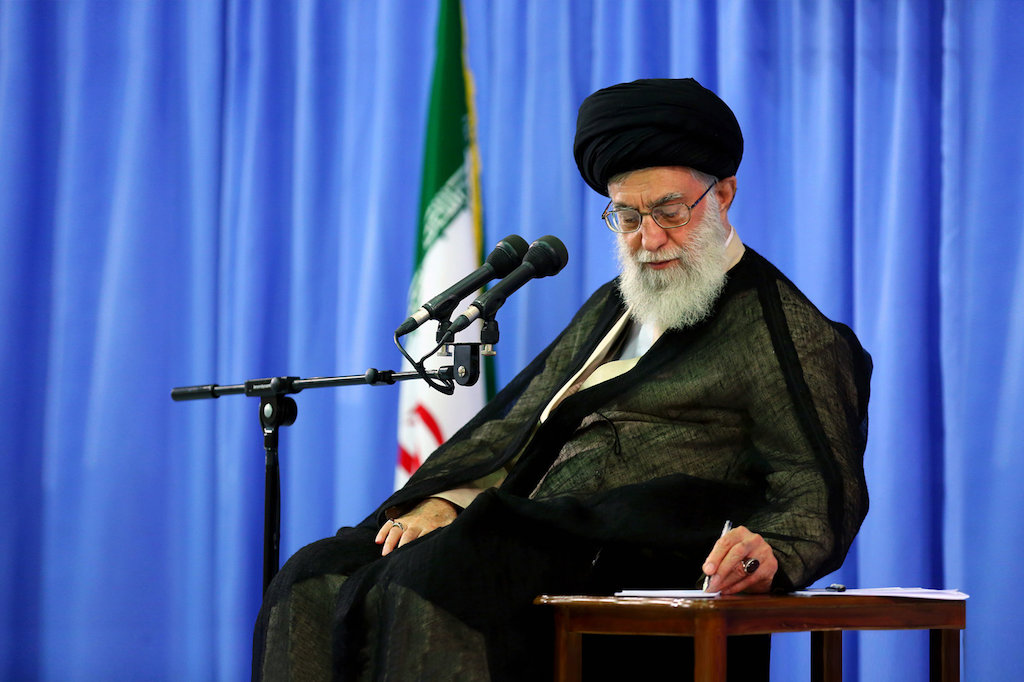
سید علی خامنه‌ای، رهبر جمهوری اسلامی ایران

فتوای سید علی خامنه‌ای پیرامون حرمت اهانت به نمادهای اهل‌سنت و همسران محمد فتوایی است که طی آن این مرجع تقلید شیعه اهانت به مقدسات اهل سنت و عایشه همسر محمد و همچنین اهانت به همسران سایر پیامبران خصوصاً همسران پیامبر اسلام را حرام اعلام کرده‌است. این فتوا در پاسخ به استفتائی از سوی جمعی از علمای شیعه منطقه احساء عربستان سعودی به دنبال اهانت‌های یک روحانی کویتی به نام یاسر الحبیب به عایشه صادر شد. سؤال‌کنندگان در این استفتاء خواستار ارائه نظر فقهی خامنه‌ای پیرامون «توهین صریح و بدگویی به عایشه در برخی شبکه‌های ماهواره‌ای و اینترنتی» شده بودند.
خبرگزاری مهر وابسته به سازمان تبلیغات اسلامی اولین رسانه‌ای بود که این فتوا را در بخش عربی خود منتشر کرد.
صدور این فتوا با بازتاب‌ها و واکنش‌هایی در جهان اسلام و نیز رسانه‌های غربی و عربی خصوصاً کشورهای سنی‌نشین منطقه مواجه شد.

## پیش‌زمینه
در ۲۸ اوت ۲۰۱۰ مصادف با ۱۷ رمضان سال ۱۴۳۱ هجری قمری که همزمان با سالروز مرگ عایشه همسر محمد بود، یک روحانی کویتی ساکن لندن اقدام به برگزاری مجلس جشن علنی به مناسبت سالمرگ عایشه در حسینیه خود در لندن کرد و از فراز منبر انتقادات صریح و بی‌پرده‌ای را متوجه این همسر محمد ساخت. او پس از ذکر ادلّه خویش سخن خود را اینگونه به پایان رسانید که «جشن گرفتن به مناسبت هلاک عایشه، ضرورتی دینی است؛ چه اینکه روز هلاکت عایشه، پیروزی اسلامی عظیمی به شمار می‌رود.» سایت وی نیز در این‌باره گزارش داد «لازم به ذکر است که شبکه ماهواره‌ای فدک این جشن مبارک و وقایع آن را پوشش داده و پخش نمود.»
انتشار سخنان یاسر الحبیب دربارهٔ عایشه در فضای مجازی خصوصاً در یوتیوب موجب خشم اهل‌سنت و اعتراضاتی از سوی آنها و بروز واکنش‌هایی در جهان اسلام خصوصاً کشورهای سنی‌نشین منطقه شد تا جایی که حکومت کویت با برگزاری جلسه‌ای در ۲۰ سپتامبر ۲۰۱۰ پس از متهم کردن او به «اهانت به نمادهای دینی و تلاش برای گسترش فتنه در کویت» از او سلب تابعیت کرد. به دنبال آن جمعی از شیوخ شیعه منطقه احساء عربستان سعودی ضمن انتشار بیانیه‌ای در محکوم‌کردن این اقدامات، اعلام کردند که آنچه توسط یاسر الحبیب انجام گرفته، به معنی خروج از خط مذهب اهل‌بیت و اعتقادات شیعه است. همچنین جمعی از علمای شیعه منطقه احساء عربستان سعودی ضمن طرح استفتائی از سید علی خامنه‌ای خواستار اعلام نظر فقهی وی دربارهٔ «اهانت صریح به عایشه و استفاده از کلمات تحقیرآمیز و توهین نسبت به او» شدند.

## استفتاء و فتوا
علمای شیعه منطقه احساء عربستان ضمن طرح استفتاء از علی خامنه‌ای، خواستار بیان نظر فقهی دربارهٔ «اهانت صریح و تحقیر با کلمات ناپسند و زشت نسبت به عایشه همسر پیامبر» شده بودند. در متن این استفتاء پس از بیان مقدمه‌ای دربارهٔ «اوضاع حساس جهان اسلام در شرایط کنونی و بحران رویکردی که به برانگیخته‌شدن فتنه‌ها میان پیروان مذاهب اسلامی می‌انجامد، و عدم رعایت اولویت‌های وحدت میان مسلمانان که منشأ فتنه‌های داخلی در مسائل حساس و سرنوشت‌ساز می‌شود»، این سؤال را مطرح کردند:
نظر شما دربارهٔ آنچه در برخی رسانه‌ها از قبیل شبکه‌های ماهواره‌ای و اینترنت توسط برخی منتسبین به علم پیرامون اهانت صریح و تحقیر با استفاده از کلمات ناپسند و زننده نسبت به همسر پیامبر عایشه و اتهام‌زنی به او که موجب خدشه‌واردشدن به جایگاه و شرافت همسران پیامبر می‌شود چیست؟ لطفاً نظر فقهی خود را به روشنی بیان فرمایید.
در پاسخ به این استفتاء، خامنه‌ای فتوای زیر را صادر نمود:
اهانت به نمادهای برادران اهل سنت، ازجمله اتهام‌زنی به همسر پیامبر اسلام (عایشه) که موجب خدشه‌واردشدن به شرافت او می‌شود، حرام است. این موضوع شامل زنان همه پیامبران و به‌ویژه سیدالانبیاء پیامبر اعظم - حضرت محمد (ص) - می‌شود.

## واکنش‌ها

### خارجی
- این فتوا در رسانه‌های عربی بازتاب فراوانی داشت و از جمله روزنامه «الانباء» و «الرأی العام» چاپ کویت، سایت «محیط»، روزنامه‌های «السفیر» و «الانتقاد» لبنان، روزنامه «الوطن» و «عکاظ» عربستان، «الحیات» چاپ لندن، روزنامه «الشروق» مصر و سایت رادیو تلویزیون این کشور و برخی شبکه‌های ماهواره‌ای عربی به انعکاس آن پرداختند. شبکه الجزیره ضمن تکرار این خبر در بخش‌های خبری مختلف در برنامه «ماوراءالخبر» با حضور کارشناسان به بررسی فتوای رهبر ایران و نقش آن در وحدت و نزدیکی میان پیروان مذاهب مختلف اسلامی پرداخت.[۴][۲۴]
- احمد الطیب، شیخ الازهر، در بیانیه‌ای اعلام کرد این فتوا در زمان مناسب برای جلوگیری از شکاف و بستن درهای فتنه صادر شده‌است. او در بیانیه خود گفت: با تمجید و خرسندی، فتوای مبارک حضرت امام خامنه‌ای را در خصوص تحریم اهانت به صحابه یا تعرض به همسران حضرت رسول (صل‌الله‌علیه‌وآله‌وسلم) دریافت کردم. این فتوایی است که با دانش صحیح و درک عمیق از خطرناکی آنچه که اهل فتنه انجام می‌دهند صادر شده‌است و بیانگر علاقه و اشتیاق به وحدت مسلمانان است. آنچه که باعث می‌شود بر اهمیت این فتوا افزوده شود آن است که عالمی از علمای بزرگ مسلمان و از بزرگ‌ترین مراجع شیعه و به‌عنوان رهبر عالی جمهوری اسلامی ایران؛ چنین فتوایی را صادر کرده‌است.[۲۴][۲۵]
- سید حسن نصرالله دبیرکل حزب‌الله لبنان در دیدار با رئیس نهضت العلمای اندونزی ضمن تأکید بر ضرورت حفظ وحدت مسلمانان و رویارویی با آنچه او فتنه‌انگیزی‌های مذهبی خواند، از فتوای آیت‌الله خامنه‌ای در خصوص حرام بودن هرگونه توهین به عایشه قدردانی کرد و گفت: «این فتوا راه را بر کسانی که قصد دارند، وحدت امت اسلامی را برهم زنند، بست.[۲۶]»
- همام سعید رهبر جماعت اخوان المسلمین اردن در اظهاراتی که در پایگاه رسمی این گروه منتشر شد، اعلام کرد «از آیت‌الله علی خامنه‌ای عالی‌ترین مرجعیت شیعیان که اهانت به همسران پیامبر (ص) و نمادهای اهل سنت را حرام دانستند، تقدیر می‌کنم. همچنین وی این فتوا را «گامی اساسی در جهت اتحاد و یکپارچگی مسلمانان و پایانی برای اختلافات مذهبی» دانست.[۲۷][۲۸]
- جمعی از علما و شخصیت‌های اهل‌سنت لبنان نیز در اظهارنظرهایی این فتوا را ستودند. دبیرکل جنبش امت لبنان عبدالناصر الجبری در برنامه «مع الحدث» شبکه المنار فتوای رهبر ایران را تحسین نمود و اینگونه بیان داشت که «آگاهی رهبران امت اسلام راه را بر تمامی نقشه‌های آمریکایی و صهیونیستی برای روی‌دادن فتنه مذهبی و طائفه‌ای بسته‌است.» همچنین رئیس کمیته سنی حمایت از مقاوت لبنان ماهر مزهر ضمن ستایش این فتوا از آن به عنوان فتوایی آراسته به حکمت و علم یاد کرد. جبهه عمل اسلامی لبنان نیز در بیانیه‌ای با تمجید از مواضع آیت‌الله خامنه‌ای صدور اینگونه فتواها را نشانه سلامت جامعه اسلامی و هوشیاری در برابر دسیسه‌ها و توطئه‌های فتنه‌افکنانه دانست.[۲۹][۳۰]
- دبیرکل حزب جبهه عمل اسلامی اردن حمزه منصور با ارسال نامه‌ای به آیت‌الله خامنه‌ای گفت: «فتوای شجاعانه شما بهترین اثر را در ما گذاشت و در وقت خودش صادر شد. سکوت در برابر توطئه توطئه‌گران و جهالت‌های جاهلان و تهمت‌های منافقان و گمراه‌کنندگان، امت را در معرض فتنه‌هایی به سیاهی شب‌های تاریک قرار می‌دهد.[۳۱]»

### داخلی
- علی مطهری نماینده مردم تهران در مجلس شورای اسلامی و عضو کمیسیون فرهنگی مجلس این فتوا را «در جهت وحدت اسلامی و حاکی از شناخت درست شرایط زمان ازسوی رهبر ایران» دانست. او گفت: «این فتوا در واقع یک اقدام عملی دربارهٔ وحدت شیعه و سنی بود و ما از مرحله حرف گذشتیم و نشان دادیم وحدت برای جمهوری اسلامی تنها موضوعی زبانی نیست.[۳۲]»
- حمیدرضا پشنگ نماینده مردم خاش در بیانیه‌ای از فتوای خامنه‌ای تشکر کرد و این فتوا را «مایه مباهات و دلگرمی کلیه برادران اهل سنت کشور» دانست.[۳۳]
- ائمه جمعه و علمای اهل‌سنت استان گلستان با صدور اطلاعیه‌های جداگانه‌ای با تقدیر از موضع‌گیری رهبر ایران، این فتوا را «منطبق با تفکر و عملکرد وی دانستند که نشان از درایت ایشان دارد و اجازه فتنه گری را از دشمنان سلب می‌کند.[۳۴]»
- مجمع اتحاد دانشجویان جهان اسلام در بیانیه‌ای از این فتوا تقدیر کرد. در این بیانیه «فتوای آیت‌الله خامنه‌ای پیرامون حرمت اهانت به صحابه و نمادهای اهل سنت و همسران پیامبر (ص) نشانه سلامت امت اسلامی و وجود هوشیاری در مقابل توطئه‌های فتنه‌انگیز» برشمرده شده‌است.[۳۵]

## نظرات مشابه
محمد تقی بهجت، سید علی سیستانی، ناصر مکارم شیرازی، سید عبدالکریم موسوی اردبیلی، موسی شبیری زنجانی و حسین وحید خراسانی نیز نظری مشابه خامنه‌ای در باره توهین به مقدسات اهل سنت دارند.
جوادی آملی در این‌باره می گوید: سبّ صحابه، اهانت به مقدسات شیعه یا سنی، توهین و تحقیر ظالمانه نسبت به باورهای هرکدام از دو گروه، حرام و ایجاد اختلاف و روشن کردن آتش تفرقه و شقاق و تحطیم و هدم اساس وحدت امت اسلامی، گناهی بزرگ است.